# Muance
 (mars 2009).
Si vous disposez d'ouvrages ou d'articles de référence ou si vous connaissez des sites web de qualité traitant du thème abordé ici, merci de compléter l'article en donnant les références utiles à sa vérifiabilité et en les liant à la section « Notes et références ».
Muance est un terme de théorie musicale, dans le cadre de la théorie des hexacordes et de la solmisation décrite par Guido d'Arezzo.

## Définition
Lorsqu'un chant dépasse la tessiture de l'hexacorde, il faut passer d'un hexacorde à un autre, par le moyen d'une muance (en latin mutatio). La théorie des muances a été décrite dans divers traités donnant des règles qui n'étaient pas toujours suivies en pratique. On ne doit pas pratiquer de muance quand cela n'est pas nécessaire, par exemple. L'endroit où l'on peut pratiquer la muance n'est pas forcément unique, mais le choix pratiqué par les exécutants peut dépendre aussi bien du phrasé pratiqué que du moment où l'on repositionne ses mains sur un clavier.
Les endroits où il fallait pratiquer une muance étaient parfois écrits sur les partitions, avec des méthodes diverses (noircir la note, écrire le nom de la note dans l'ancien hexacorde en bas de la portée et le nom de la note dans le nouvel hexacorde en haut de la portée…). La pratique s'est fixée sur une mutation sur ré en montant et la en descendant, qui pouvait être écrite sur la portée.
Guilliaud, au XVIe siècle, énonce trois règles pour passer d'un hexacorde à l'autre :
- on ne doit pas passer directement d'un hexacorde molle à un hexacorde durum ;
- pour passer de l'hexacorde molle à l'hexacorde naturel, ou de l'hexacorde naturel au durum en montant, on doit chanter ré après fa ; pour passer de l'hexacorde naturel au molle, ou de l'hexacorde durum au naturel en montant, on doit chanter ré après sol ;
- pour passer de l'hexacorde molle à l'hexacorde naturel, ou de l'hexacorde naturel au durum en descendant, on doit chanter la après fa ; pour passer de l'hexacorde durum au naturel, ou de l'hexacorde naturel au molle, on doit chanter la après mi.

On comprend que ces règles deviennent encore plus difficiles à mettre en œuvre si les voix ne suivent pas un chemin conjoint.
Jean Yssandon, dans son Traité de la Musique Pratique (Paris, 1582), souligne la règle évidente de ne jamais mettre mi pour fa, ni fa pour mi pour les clefs (les notes) b et bb. En effet, ♭ fa correspond au bémol et ♮ mi au bécarre. Ils ne sont pas à l'unisson.
Il donne les deux règles pour employer le ré et le la (les « voix », positions relatives dans l'hexacorde, à distinguer des « clefs », hauteurs fixes), selon que l'on chante au bémol (avec des hexacordes naturels et mous) ou au bécarre (avec des hexacordes naturels et durs). Par exemple, pour monter avec la voix ré, le G sera considéré comme sol de l'hexacorde naturel qui s'arrête au a mais comme ré de l'hexacorde mou, qui permet d'atteindre le d.
Jean Yssandon précise deux exceptions. L'usage du ré et du la ne s'applique pas aux « impropres muances », qui se font par les « voix plus voisines ». Pour reprendre l'exemple précédent, si l'on devait passer directement du F au a, puis du a au b, on ne peut employer le G.
L'autre exception, similaire, concerne les «longs intervalles ». Ils se font  « sans muance », les voix restant les mêmes, décalées d'une octave.

## B Fa super hexacordum
La règle fa super la, a été énoncée par Michael Praetorius vers 1614 :

« una nota super la semper est canendum fa »

(traduction : une note au-dessus de la est toujours chantée fa)
En ancien français, Jean Yssandon l'énonce : « Si le chant ne passe plus hault du la, que de la seconde, faut dire fa : sans aucune muance ».
En effet, si la mélodie dépasse un hexacorde de seulement une note, celle-ci doit être chantée un demi-ton seulement au-dessus du la, et être prononcée fa, pour éviter un triton entre le fa de l'hexacorde de départ et la note qui serait chantée un ton au-dessus du la. Cette règle enlève à la syllabe mi l'exclusivité de la montée par demi-ton, puisque « la-fa » se chante également avec un demi-ton.
La même situation se retrouve avec ut : si l'on souhaite descendre d'un degré et éviter le triton mi-ré-ut-za (fa transposé), il faut toujours chanter mi cette fois, c'est-à-dire le (si) bécarre si l'on part d'un hexacorde naturel. Cette règle est moins mise en avant.
Pour les hexacordes naturels, ces deux règles reviennent à les encadrer par un si bécarre dans le grave, ♮ mi, et par un si bémol dans l'aigu, ♭ fa. Pour les autres hexacordes, on atteint des « clefs feintes », des degrés chromatiques.
Fa devient la syllabe avec laquelle on monte d'un demi-ton dans l'aigu et mi celle avec laquelle on descend d'un demi-ton.